# Vitamin E
Vitamin E predstavljaju u mastima topljivi tokoferoli i tokotrineoli koji u organizmu djeluju kao jako dobri antioksidansi. Aktivnost vitamina E posjeduje osam različitih spojeva: četiri pripadaju skupini tokoferola, a ostala četiri skupini tokotrineola. Oni se raspoznaju po grčkim slovima prije osnovnog imena spoja: alfa, beta, gama i delta.

Među najvažnijima smatra se α-tokoferol koji čini 90% tokoferola u životinjskim tkivima i pokazuje značajnu biološku aktivnost. α-Tokoferol je derivat kromana s izoprenoidnim pobočnim lancem. Ono je zelenkastožuto viskozno ulje koje je netopljivo u vodi, a topljivo u alkoholu i biljnim uljima. Iznimno je važan u održavanju reprodukcije i sprečavanju prijevremenog starenja.
Vitamin E nije dobro držati uz plastiku jer se veže za nju što bi izazvalo razne probleme.
Tokoferoli su u pravilu vrlo rasprostranjeni u hrani. Bogati izvor vitamina E su biljna ulja (maslinovo, ulje kikirikija, sojino, palmino), sjemenska ulja (kukuruzno, ulje šafrana, suncokretovo) i pšenične klice. Nešto manje vitamina E ima u orašastim plodovima (orasima, posebno bademima), maslini, mrkvi i zelenom povrću te u masnoj ribi. Sadržaj vitamina E u mlijeku i jajima nije velik, no zbog njihove široke zastupljenosti u prehrani, oni su bitni za svakodnevni izvor vitamina E.
Preporučene dnevne količine su za odraslu ženu 40 mg, a za odraslog zdravog muškarca su 60 mg.
Kao antioksidans vitamin E sprječava oksidaciju nezasićenih masnih kiselina (membranskih lipida) te uklanja slobodne radikale nastale u reakcijama oksidacije i redukcije u organizmu.
Nalazi se u svim tkivima u organizmu, a najviše ga je u jetri, masnom tkivu i mišićima.
Nedostatak ovog vitamina je vrlo rijedak jer je taj vitamin vrlo široko zastupljen u hrani, a može se pojaviti jedino nakon iscrpljenosti i neadekvatne
prehrane koja traje mjesecima. Budući da djeluje na krvotok i prokrvljenost tkiva, uvriježeno je mišljenje da vitamin E djeluje kao prirodni afrodizijak. Kod dugotrajnog uzimanja većih količina mogu nastupiti poteškoće s vidom. Međutim, najnovije znanstvene studije su dokazale da vitamin E povećava rizik od raka prostate u muškaraca.